# Sophie Adlersparre
Pour les articles homonymes, voir Sophie Adlersparre (homonymie) et Adlersparre.
Carin Sophie Adlersparre, née Leijonhufvud le 6 juillet 1823 à Helgerum, en Suède, et morte le 27 juin 1895, est une militante des droits des femmes, éditrice, rédactrice en chef et écrivain. Avec Fredrika Bremer et Rosalie Roos, elle est reconnue comme l'une des trois plus importantes pionnières du féminisme du XIXe siècle en Suède. Elle fonde et édite Home Review (Tidskrift för hemmet), le premier magazine féminin de Scandinavie, participe à la création de Friends of Handicraft (en) (Handarbetets vänner), est à la base de l'Association Fredrika Bremer (en) (Fredrika-Bremer-förbundet) et est l'une des deux premières femmes à être membre d'un comité national en Suède. Elle est également connue sous le nom de plume d'Esselde.

## Biographie
Fille du lieutenant colonel Baron Erik Gabriel Knutsson Leijonhufvud et de Sofie Emerentia Hoppenstedt, Sophie a été éduquée par un précepteur privé avant de passer deux ans au pensionnat très en vogue de Bjurström Pension (Bjurströmska pensionen), une Finishing school à Stockholm. En 1869, elle épouse l'aristocrate et commandant Axel Adlersparre (1812–1879) et devient la belle-mère de ses cinq enfants. Son époux est décrit comme un fervent soutien de son travail de réformatrice sociale.
Sophie Adlersparre admire l'auteur féministe Fredrika Bremer et s'engage pour la cause féministe à travers son amitié avec Rosalie Roos de retour en Suède, en 1857, après plusieurs années passées aux États-Unis. Pendant cette période, en Suède, la question des droits des femmes commence à faire réfléchir et ce, par exemple, grâce au roman intitulé Hertha de Fredrika Bremer paru en 1856. L'abolition de la tutelle des femmes célibataires, l'octroi d'une majorité civile pour les femmes (1858-63) et la création, en 1861, du Kungliga Högre Lärarinneseminariet (en), première école publique pour femmes sont les résultats de ces mouvances sociales.

### Home Review
En 1859, Sophie Adlersparre et Rosalie Roos lancent Home Review (Tidskrift för hemmet), le premier magazine féminin de Scandinavie grâce au soutien financier de Fredrika Limnell. Ce magazine étant la première plateforme de débat officielle pour les droits des femmes, les rôles de genre et le féminisme en Suède connaît un succès immédiat. Adlersparre et Roos se partagent le travail de rédactrice en chef jusqu'en 1868, date à laquelle Rosalie part à la retraite et que Sophie continue seule. En tant que journaliste, elle se fait connaître sous le pseudonyme de « Esselde ». En 1886, Home Review est remplacé par le nouveau magazine féminin Dagny. Sophie Adlersparre travaille comme rédactrice en chef de Dagny de 1886 à 1888 et reste au conseil d'administration jusqu'en 1894.

### Engagement féministe
Sophie Adlersparre ne s'est pas focalisée sur le droit de vote des femmes étant donné que les femmes avaient le droit de participer aux élections municipales en Suède dès 1862. Sa première préoccupation ainsi que celle de son journal a été de permettre aux femmes d'accéder à une éducation et une profession pour leur garantir plus d'indépendance financière. Comme elle le disait : « Women need work, and work needs women » (« Les femmes ont besoin d'un travail et le travail a besoin des femmes ».
En 1862, elle met en place une école du soir pour que les femmes puissent s'instruire et se former. En 1863, elle crée, ensuite, un bureau administratif qui devient une agence pour l'emploi connaissant un réel succès. En 1864, inspirée par sa future belle-sœur, Sophie Adlersparre, elle adresse une pétition au parlement suédois pour que les femmes soient autorisées à étudier à l'Académie royale suédoise des Beaux-Arts dans les mêmes conditions que les hommes. À l'époque, l'académie n'acceptait les femmes qu'avec une permission spéciale, même s'il s'agissait d'une artiste talentueuse. Sophie Adlersparre, par exemple, n'a pas été autorisée à y étudier. La pétition de Sophie Adlersparre a lancé un débat au sein du parlement, qui a finalement mené à la réforme de 1864 qui autorisait les femmes à étudier à l'académie au même titre que leurs homologues masculins.
En 1866, elle participe à la création du Stockholm Reading Parlor (Stockholms läsesalong), qui devient une bibliothèque gratuite pour femmes, accroissant ainsi leur accès à l'éducation et à la formation professionnelle. Son intérêt pour l'éducation des femmes n'était pas seulement motivé par son souhait de voir les femmes actives au niveau professionnel mais également par son vœu de les voir participer à la vie de la société. Elle dit ainsi : « Plus nous souhaitons la participation des femmes à la réforme de la société, plus il est important que ce travail soit bien préparé » (« The more we wish and expect from women's participation in the reform of society, the more important it is that this work is well prepared »). De nombreuses réformes de l'éducation des femmes ont ainsi été engagées durant cette période. Après la réforme du Girls' School Committee of 1866 (en), les femmes sont autorisées à aller à l'université (1870-1873) et dans les écoles secondaires pour femmes financées par l'État (1874). De 1885 à 1887, Adlersparre est membre de ce comité missionné par le gouvernement pour enquer[pas clair] et suggérer des réformes devant améliorer le système d'éducation des femmes. Ce comité constitue la première institution nationale de Suède à compter des femmes parmi leurs membres : Sophie Adlersparre et Hilda Caselli (en).

### Autres travaux
En 1864-65, Sophie Adlersparre participe à la fondation de la Croix-Rouge suédoise. En 1874, elle fonde avec Hanna Winge l'association Friends of Handicraft (en) et en assure la présidence jusqu'en 1887. Le but de cette organisation est d'accroître l'importance des femmes et le statut de leur travail artisanal, qui représente à l'époque une part importante des revenus des femmes devant s'assumer seule.
Elle fait également partie de la scène littéraire de Suède. Elle admire Viktoria Benedictsson et soutient financièrement le travail d'écriture de Selma Lagerlöf. Pendant les dernières années de sa vie, Sophie travaille sur une biographie de Fredrika Bremer, sans hélas pouvoir l'achever.

### Association Fredrika Bremer
De toutes ses actions, c'est pour la création de l'Association Fredrika Bremer (en), en 1884, que Sophie Adlersparre reste dans les mémoires. Il s'agit, en effet, de la première organisation qui défend les droits des femmes en Suède. Officiellement, c'est Hans Hildebrand qui est nommé président de l'association car Sophie pensait qu'elle serait prise plus au sérieux si elle était dirigée par un homme. Dans les faits, néanmoins, Sophie se comportait comme si elle occupait ce poste, et ce jusqu'à sa mort en 1895. C'est Agda Montelius qui lui succède et continue à proposer des bourses d'études aux femmes tel que Mathilda Silow par exemple.

### Récompense et Reconnaissance
En 1895, Sophie Adlersparre reçoit l'Illis quorum pour ses multiples contributions à la société suédoise.